# DDR-Mannschaftsmeisterschaft im Schach 1950
Bei der DDR-Mannschaftsmeisterschaft im Schach 1950 gewann BSG KWU-Süd, Leipzig die DDR-Mannschaftsmeisterschaft und war damit erster Mannschaftsmeister der DDR.
Die Meisterschaft 1949 in Wernigerode wurde als letzte Meisterschaft der Ostzone ausgetragen.
In Binz auf Rügen wurden am 23. September 1950 die ersten Mannschaftsmeisterschaften der DDR eröffnet. Es fanden eine Meisterschaft der Jugend und eine Männermeisterschaft statt. Gespielt wurde jeweils ein Rundenturnier, wobei jede Mannschaft an zehn Brettern antrat. Insgesamt waren es fünf Mannschaften bei den Männern und sechs Jugendmannschaften.

## Kreuztabelle der Männer-Mannschaften (Rangliste)
|   | Verein                    | 1   | 2   | 3   | 4   | 5   | Punkte |
| - | ------------------------- | --- | --- | --- | --- | --- | ------ |
| 1 | BSG KWU-Süd, Leipzig      |     | 6,5 | 7,0 | 5,5 | 7,0 | 26,0   |
| 2 | BSG Börde, Magdeburg      | 3,5 |     | 4,5 | 6,5 | 9,5 | 24,0   |
| 3 | BSG KWU, Erfurt           | 3,0 | 5,5 |     | 6,0 | 7,0 | 21,5   |
| 4 | BSG Fortschritt, Schwerin | 4,5 | 3,5 | 4,0 |     | 7,0 | 19,0   |
| 5 | BSG Willi Sänger, Potsdam | 3,0 | 0,5 | 3,0 | 3,0 |     | 9,5    |

## Kreuztabelle der Jugend-Mannschaften (Rangliste)
|   | Verein                          | 1   | 2   | 3   | 4   | 5   | 6   | Punkte |
| - | ------------------------------- | --- | --- | --- | --- | --- | --- | ------ |
| 1 | ZSG Werner Seelenbinder, Berlin |     | 8,5 | 5,0 | 6,0 | 7,0 | 9,5 | 36,0   |
| 2 | BSG Fortschritt, Schwerin       | 1,5 |     | 7,0 | 6,5 | 8,5 | 9,5 | 33,0   |
| 3 | BSG Motor, Halle-Ammendorf      | 5,0 | 3,0 |     | 4,5 | 7,5 | 6,5 | 26,5   |
| 4 | BSG Metall-Textil, Mühlhausen   | 4,0 | 3,5 | 5,5 |     | 5,0 | 7,5 | 25,5   |
| 5 | BSG Chemie, Meißen              | 3,0 | 1,5 | 2,5 | 5,0 |     | 8,0 | 20,0   |
| 6 | BSG Willi Sänger, Potsdam       | 0,5 | 0,5 | 3,5 | 2,5 | 2,0 |     | 9,0    |

## Beste Einzelergebnisse
Das beste Ergebnis an Brett 1 der Jugendmannschaften erzielte Rüdiger Mainz (Mühlhausen) mit 3,5 Punkten aus 5 Partien. Bei den Männern war Trampenau (Schwerin) mit 3,5 aus 4 Bester am ersten Brett. Pötschmann an Brett 6 holte als einziger Spieler 100 Prozent mit 4 aus 4.